# Complejo de Penélope
El complejo de Penélope, habitualmente asociado a la mujer, pero no exclusivamente, es en psicología aquel en que la espera se transforma en una constante existencial en la vida de algunas personas.

La expresión fue acuñada por la psicoanalista austríaca que vivió en Argentina y México Marie Langer. Procede del personaje mitológico griego de Penélope, esposa del héroe Ulises, también llamado Odiseo, quien de noche destejía lo que había tejido de día y, mientras tanto, esperaba el retorno de su esposo, quien sufría todo tipo de aventuras, amorosas o no, en su largo periplo de regreso a su hogar, el reino insular de Ítaca; como había prometido casarse cuando acabara de tejer, esto le impedía casarse con los pretendientes al trono de Ítaca y así poder esperar a su marido, largo tiempo desaparecido tras la guerra de Troya y presuntamente fallecido. Penélope, obsesionada con el retorno de Ulises se dedicó a tejer de día y a destejer a escondidas de noche aguardando su regreso. Las mujeres suelen tejer y destejer sueños e ilusiones en cuando ya pasó el tiempo y el hombre (Ulises) no regresa a pedir perdón rendido a nuestros pies, cuando la novedad del rompimiento ya pasó de moda y ya no se cuenta con el desahogo de estar repitiendo a los amigos la misma cantaleta. Cuando ya están agotados los recursos para tratar de olvidar a quien se fue y no lo hemos logrado del todo, se puede caer en el peligroso trance de crear un mundo interior mitológico, fantasioso, un círculo vicioso o sistema delirante en el que la persona se refugia a lo Penélope en una perpetua espera, sin tomar resolución alguna como estrategia de procrastinación, reprimiendo así la necesidad o deseo de ser infiel (infidelidad).

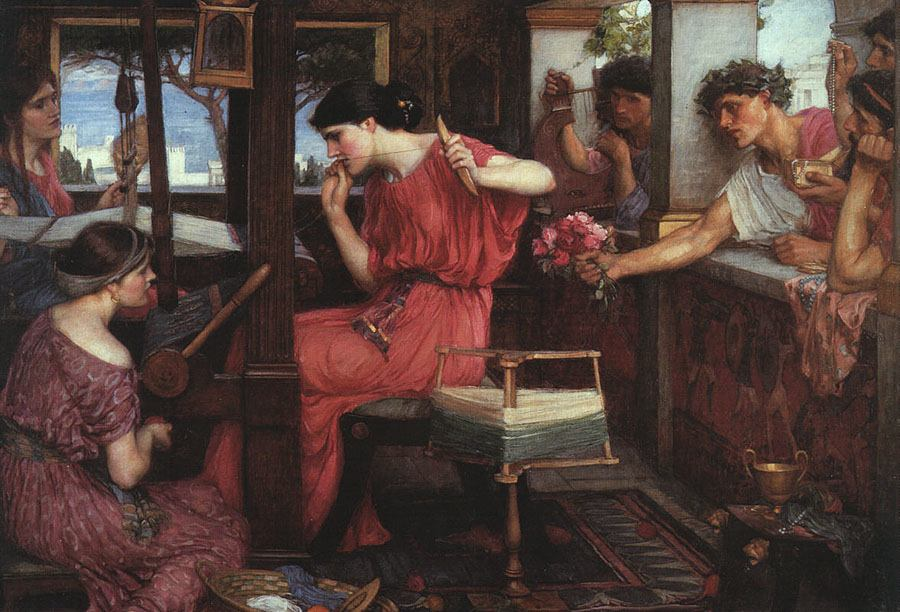
Penélope y sus pretendientes-John william Waterhouse

En estos casos las mujeres sólo están enamoradas de un fantasma; es decir de la imagen que se han creado de la pareja y no de la persona real, más enamorada de su propia fantasía que de la propia persona que se fue. 
En Política, por otra parte, suele denominarse como tal la tendencia de cada Gobierno a deshacer lo realizado por el Gobierno anterior. 
Un complejo paralelo, pero referido a los hombres, es el llamado síndrome de Ulises.
- Datos: Q5779950